# 塞里库尔
塞里库尔（法語：Séricourt，法語發音：[seʁikuʁ]）是法国上法蘭西大區加来海峡省的一个市镇，属于阿拉斯区。

## 地理
塞里库尔（50°17'42"N, 2°18'54"E）面积2.45 平方千米，位于法国上法蘭西大區加来海峡省，该省份为法国北部沿海省份，西北濒北海，南至索姆省，东临北部省。
与塞里库尔接壤的市镇（或旧市镇、城区）包括：锡比维尔、弗雷旺、康什河畔布雷、楠克-欧特科特、康什河畔勒布勒沃。

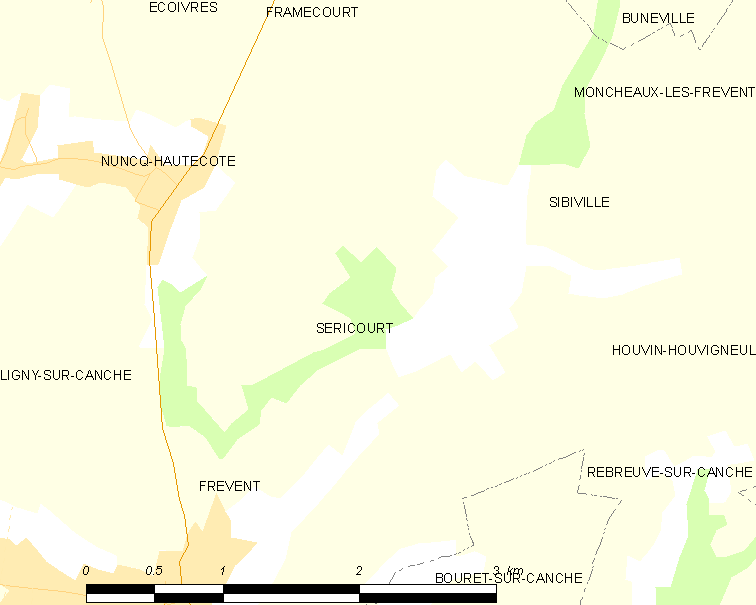
塞里库尔的OSM定位图

塞里库尔的时区为UTC+01:00、UTC+02:00（夏令时）。

## 行政
塞里库尔的邮政编码为62270，INSEE市镇编码为62791。

## 政治
塞里库尔所属的省级选区为泰努瓦斯河畔圣波勒县。

## 人口

1962-2008年间塞里库尔人口变化图示

塞里库尔于2022年1月1日时的人口数量为46人。